# ガッテン森枝
ガッテン森枝（ガッテンもりえだ、1978年6月2日 -）は、日本の構成作家、元お笑い芸人。本名：森枝 天平（もりえだ てんぺい）。

## 来歴
スクールJCA7期生。1998年に大川原篤史とともにアメデオを結成し活動するが、2004年に解散した。
その後、2004年に加藤憲とともにエレファントジョンを結成し活動した。
2017年に芸人を引退した。これに伴いエレファントジョンは解散した。芸人引退後は構成作家として活動している。

## 担当番組
以下、構成作家としての担当番組について記載する。アメデオやエレファントジョン時代の出演番組については各項目参照。

### ラジオ
- 吉住の聞かん坊な煩悩ガール（GERA）[2]
- 東京03の好きにさせるかッ!（NHKラジオ第1）[3]

## 審査員
- K-PRO牧場No.1決定戦[4]
- Be-1グランプリ2022[5]
- 社会人漫才王2023[6]